# Geoffrey Marcy
Geoffrey William Marcy (St. Clair Shores, Míchigan, Estados Unidos, 29 de septiembre de 1954) es un astrónomo, físico y astrofísico, conocido por haber colaborado en el descubrimiento de los primeros planetas encontrados más allá del sistema solar, por su papel fundamental en la apertura de la exoplanetología como rama de la astronomía y por ser el investigador que más objetos planetarios ha descubierto. Fue profesor de astronomía en la Universidad de California en Berkeley y miembro de la Universidad del Estado de San Francisco.
En 1995, Geoffrey Marcy confirmó la existencia del primer exoplaneta encontrado perteneciente a una estrella de la secuencia principal, descubierto pocos días antes por los astrofísicos Michel Mayor y Didier Queloz. A finales de ese mismo año detectó, con la colaboración de Paul Butler, el segundo y el tercer objeto de este tipo, 70 Virginis b y 47 Ursae Majoris b. Desde entonces hasta 2005, se le atribuye el descubrimiento de unos 70 exoplanetas.
Tras el lanzamiento en 2009 del Telescopio Espacial Kepler, Marcy se convirtió en uno de los investigadores encargados de interpretar y ampliar la información procedente de sus observaciones. 
En octubre de 2015 dimitió de su cargo en la Universidad de California en Berkeley y fue expulsado por la Universidad del Estado de San Francisco tras hacerse pública una investigación de la primera en la que se averiguó que había acosado sexualmente a varias estudiantes entre 2001 y 2011. Seguidamente, Marcy fue expulsado de la Academia Nacional de las Ciencias en mayo de 2021 tras decidirse que había violado su código de conducta.

## Biografía

### Primeros años
Geoffrey William Marcy nació el 29 de septiembre de 1954 en St. Clair Shores, Míchigan y creció en los suburbios de Los Ángeles, California. Sus padres, un ingeniero aeroespacial y una antropóloga, le regalaron su primer telescopio a los 14 años, despertando en él un temprano interés por la astronomía. Acudió a la Universidad de California en Los Ángeles, donde se licenció summa cum laude en Física y Astronomía en 1976. Poco después, en 1982, consiguió su doctorado en Astronomía y Astrofísica por la Universidad de California en Santa Cruz efectuando medidas espectroscópicas para estudiar los campos magnéticos de las estrellas. Entre 1982 y 1985 continuó su formación en los observatorios del Monte Wilson y de Las Campanas en Pasadena, California, tras obtener una beca del Instituto Carnegie. En el observatorio del Monte Wilson estuvo utilizando el mismo telescopio con el que Edwin Hubble descubrió, en 1929, la expansión del universo.

### Primeras investigaciones exoplanetarias

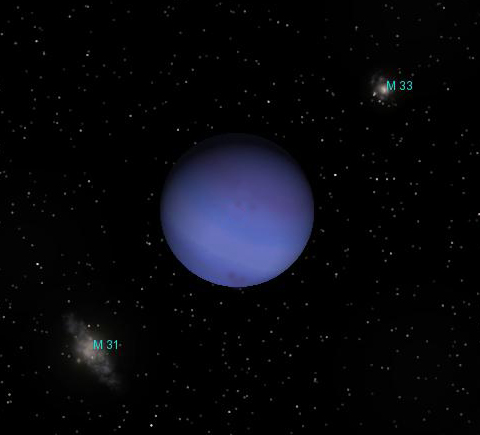
70 Virginis b en Celestia.

En 1983 termina su beca sin conseguir resultados satisfactorios en sus estudios. El año siguiente se convirtió en catedrático de la Universidad Estatal de San Francisco, institución que no disponía de programa de doctorado en física. Decide reconducir su carrera y centrar sus esfuerzos en la búsqueda del primer exoplaneta, razón por la que recluta al estudiante Paul Butler para colaborar en el desarrollo de un espectrógrafo capaz de detectar indicios de objetos orbitando alrededor de otras estrellas. En aquella época, la especialización en el campo de la exoplanetología no estaba bien considerada entre los astrónomos, que cuestionaban la viabilidad de detectar estos objetos e incluso su propia existencia. Marcy, intrigado por las teorías del astrónomo canadiense Gordon Walker, que sugería el empleo del posteriormente conocido como método de velocidad radial, desarrolló con Butler un analizador de luz capaz de llevar a la práctica este procedimiento.
En otoño de 1995, cuando sus esfuerzos parecían indicar un éxito cercano, los astrofísicos Michel Mayor y Didier Queloz de la Universidad de Ginebra encontraron el primer exoplaneta orbitando en torno a una estrella de la secuencia principal. El objeto, al que denominaron 51 Pegasi b, fue descubierto empleando un método de detección muy similar al utilizado por Butler y Marcy, en el Observatorio de la Alta Provenza. Poco tiempo después del hallazgo, estos últimos confirmaron su existencia observando las oscilaciones de su estrella desde el Observatorio Lick, en California.
Apenas unos meses más tarde, el 17 de enero de 1996, Geoffrey Marcy y Paul Butler publicaron el hallazgo de 70 Virginis b y 47 Ursae Majoris b en una reunión de la American Astronomical Society en San Antonio, Texas. Durante los años inmediatamente posteriores al descubrimiento, encontraron otros diez exoplanetas empleando el mismo método. Algunos de los astrofísicos más importantes del momento atribuyeron las detecciones a manchas estelares o a estrellas dobles.

### Éxito y reconocimiento

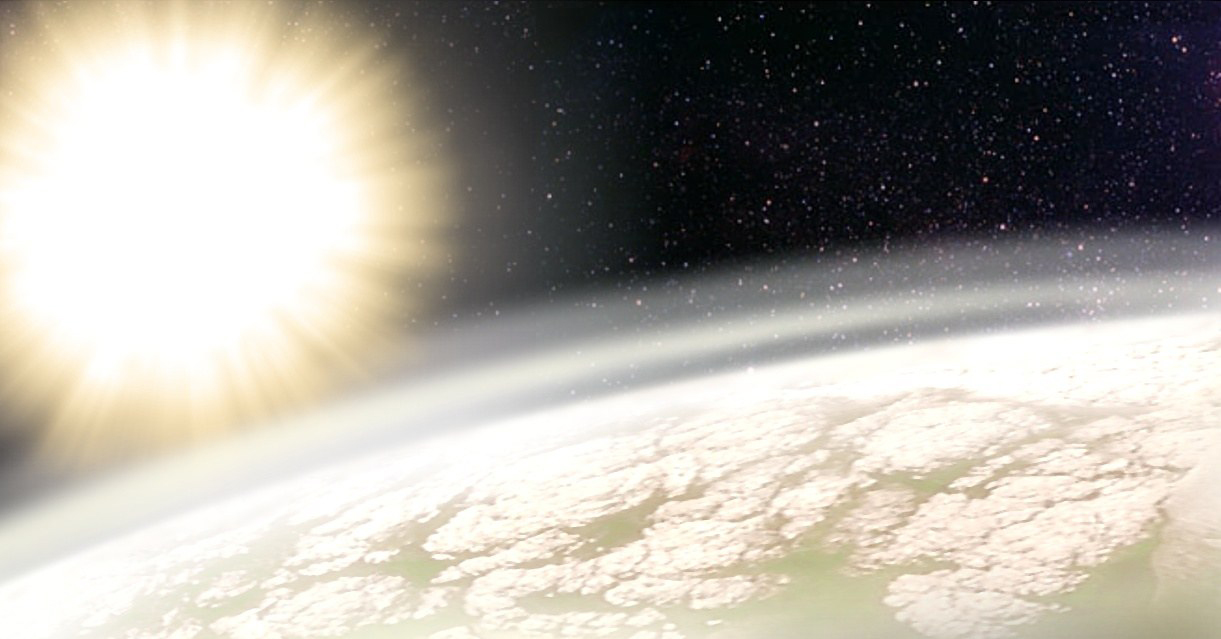
Impresión artística de HD 209458 b.

En noviembre de 1999 el equipo de Marcy, en colaboración con Greg Henry de la Universidad Estatal de Tennessee, consiguió detectar por velocidad radial la presencia de un planeta en torno a la estrella HD 209458. En esta ocasión, un grupo de astrónomos del Observatorio Fairborn en Arizona corroboró el descubrimiento por el método de tránsito y, poco después, el equipo de David Charbonneau del centro de astrofísica Harvard-Smithsonian también confirmó la detección empleando el mismo procedimiento. La comprobación por ambos métodos era prácticamente imposible de explicar por otras razones que no implicasen la presencia de un planeta, especialmente considerando el número de equipos que habían verificado el hallazgo.
El planeta, denominado HD 209458 b por sus descubridores, se encuentra a 153 años luz de la Tierra y su radio es un 60 % mayor que el de Júpiter. Sin embargo, su masa solo supone un 63 % de la joviana, indicando una densidad de apenas 0.2 g/cm³ posiblemente ocasionada por la expansión de los gases que lo componen a causa de sus altas temperaturas. El hallazgo del objeto marcó un hito para la exoplanetología, como primer tránsito planetario detectado en una estrella distinta al Sol. Años más tarde, el mismo objeto acapararía las portadas de los medios especializados por ser el primer exoplaneta para el cual pudieron determinar aspectos de su atmósfera, incluyendo la temperatura media.
Ese mismo año, el equipo de Marcy participó en el descubrimiento de un sistema planetario en torno a Upsilon Andromedae, en la constelación de Andrómeda, convirtiéndose en el primer hallazgo de este tipo en una estrella de la secuencia principal. El anuncio de la detección del sistema, compuesto por tres gigantes gaseosos del tamaño de Júpiter, fue publicado en The Astrophysical Journal. Su descubrimiento en una muestra reducida de apenas 107 estrellas y a pesar de las limitaciones técnicas de la época, demostró que los sistemas planetarios son comunes en el universo.
En total, Marcy contribuyó en la detección de 70 de los primeros 100 exoplanetas descubiertos. Como recompensa por sus logros, en 1999 fue nombrado profesor de Astronomía de la Universidad de California en Berkeley y aceptó dirigir el Centro para Ciencias Planetarias Integrativas de la institución en 2001, aunque se mantuvo como adjunto en la Universidad Estatal de San Francisco. En el año 2000 fue elegido como Científico del Año en California, uno de los más importantes honores concedidos a Marcy y precursor de otros muchos más: Premio Beatrice Tinsley de la American Astronomical Society (2002), selección como miembro de la Academia Nacional de Ciencias de Estados Unidos (abril de 2002), Científico Espacial del Año para Discovery Magazine (2003), Premio Shaw (2005) y elección como integrante de la Academia Estadounidense de las Artes y las Ciencias (2010). Además, desde 2009 colabora con la misión Kepler investigando los descubrimientos efectuados por el telescopio espacial.

### Acoso sexual y renuncia
En 1995 Geoffrey Marcy fue denunciado por acoso sexual en la Universidad Estatal de San Francisco. En 2015 Geoffrey Marcy fue denunciado nuevamente cuatro veces por acosar sexualmente a sus alumnas. Fue encontrado culpable por una investigación de la Universidad de California en Berkeley que declaró que había transgredido la política anti-acoso sexual de la Universidad  entre 2001 y 2010. El 7 de octubre de 2015 el profesor publicó una carta de disculpas, pero aun así el 12 de octubre el Departamento de Astronomía de la Universidad de Berkeley emitió un comunicado afirmando que su conducta fue  inapropiada y que no estaba en condiciones de continuar con sus funciones como miembro de la facultad por lo que le retiraron sus fueros. Inmediatamente Marcy dimitió de su cargo de investigador principal y renunció a su cátedra en Berkeley.

## Principales descubrimientos

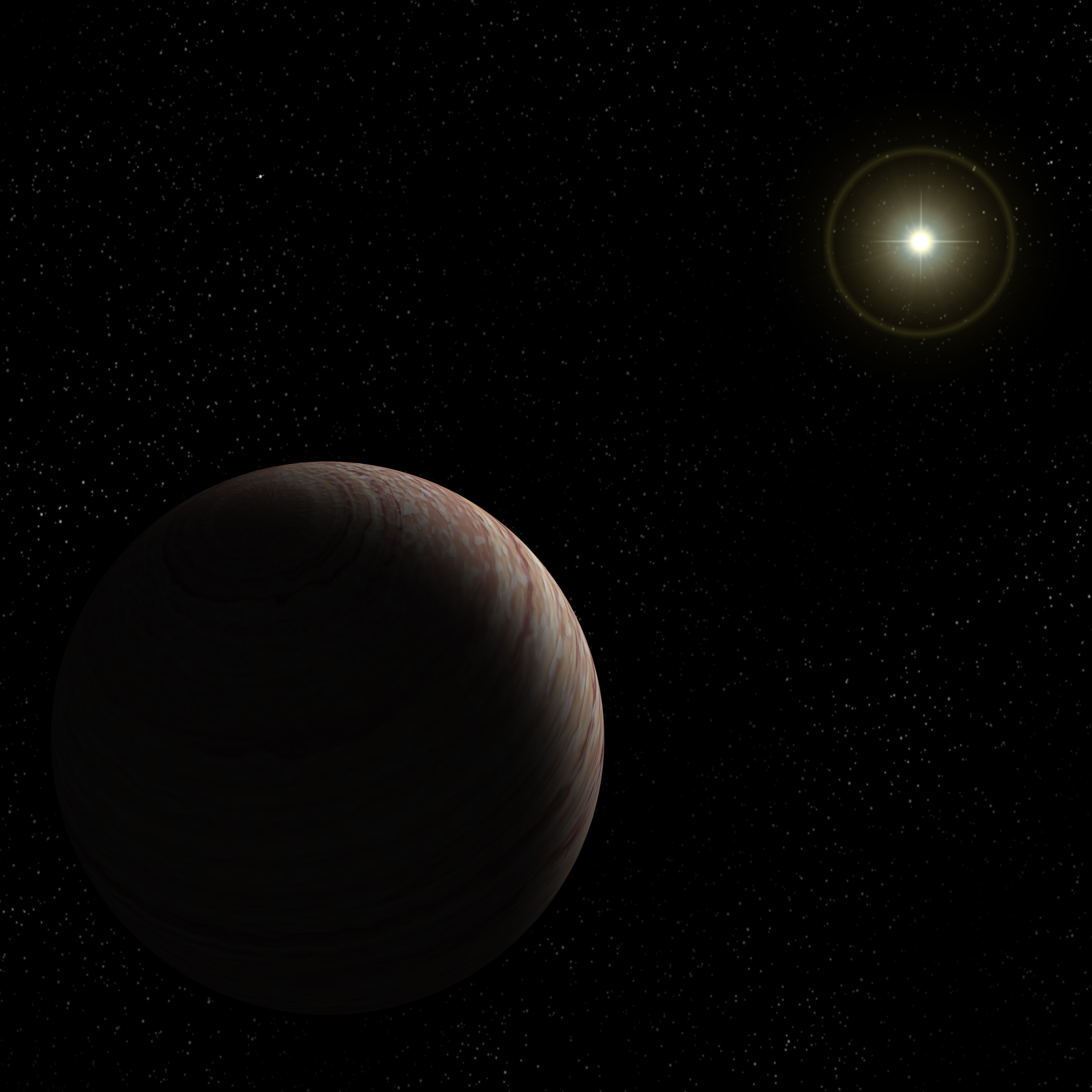
Impresión artística de 47 Ursae Majoris b.

Entre los múltiples descubrimientos en los que ha formado parte el astrofísico Geoffrey W. Marcy, destacan especialmente:
- 70 Virginis b: Primer exoplaneta descubierto por Marcy y el segundo encontrado en torno a una estrella de la secuencia principal.[30] Es un exoplaneta de tipo «Júpiter caliente» situado a 71.8 años luz de la Tierra, perteneciente a la constelación de Virgo. Su órbita se encuentra, por término medio, a 0.43 au de su estrella, lo que se traduce en una temperatura efectiva de más de 200 °C.[31] Su masa mínima es de 6.6 MJ y completa una órbita alrededor de su estrella cada 116.6 días, con una excentricidad de 0.4.[32]

- 47 Ursae Majoris b: Tercer cuerpo planetario encontrado alrededor de una estrella de la secuencia principal y segundo de Marcy.[30] El objeto, ubicado a 45.6 años luz de la Tierra, pertenece a la constelación de la Osa Mayor.[31] Cuenta con una masa de 3 MJ y se encuentra a 2.1 au de su estrella, aproximadamente el doble de la distancia que separa a la Tierra del Sol.[33] Con el paso del tiempo se han encontrado otros dos planetas en el sistema, ambos gigantes gaseosos.[31]

- HD 209458 b: Fue descubierto en 1999 por varios equipos científicos, incluyendo el encabezado por Geoffrey Marcy, inicialmente por el método de velocidad radial y más tarde por el de tránsito. Esta última fue la primera observación de un cruce entre un planeta y su estrella más allá del Sistema solar.[34] Se encuentra en la constelación de Pegaso, a 153 años luz de la Tierra.[31] Es un «Júpiter caliente», con una masa de 0.7 MJ y un volumen un 60 % mayor que el de Júpiter, claro indicio de una densidad extremadamente baja que podría estar justificada por la proximidad respecto a su estrella, estimada en 0.045 au. Como consecuencia, completa una órbita alrededor de su estrella cada 3.5 días y sus temperaturas superan los 1100 °C, suficientes para fundir metales como la plata y el oro, y capaz de expandir las capas superiores del planeta hasta conferirle unas dimensiones muy superiores a las que corresponden a un objeto de sus características.[34]

- Upsilon Andromedae: Primer sistema planetario encontrado en torno a una estrella de la secuencia principal.[19] En 1996, se localizó un planeta orbitando alrededor de la estrella y, en 1999, el equipo de Marcy confirmó la presencia de otros dos, ampliados a un total de cuatro en 2010 con el hallazgo de Upsilon Andromedae e.[35][31] El sistema se encuentra en la constelación de Andrómeda, a 43.9 años luz. Los cuatro planetas descubiertos en el sistema son gigantes gaseosos, ubicados a 0.06 (Upsilon Andromedae b), 0.83 (c), 2.42 (d) y 5.25 UA (e) de su estrella.[31]

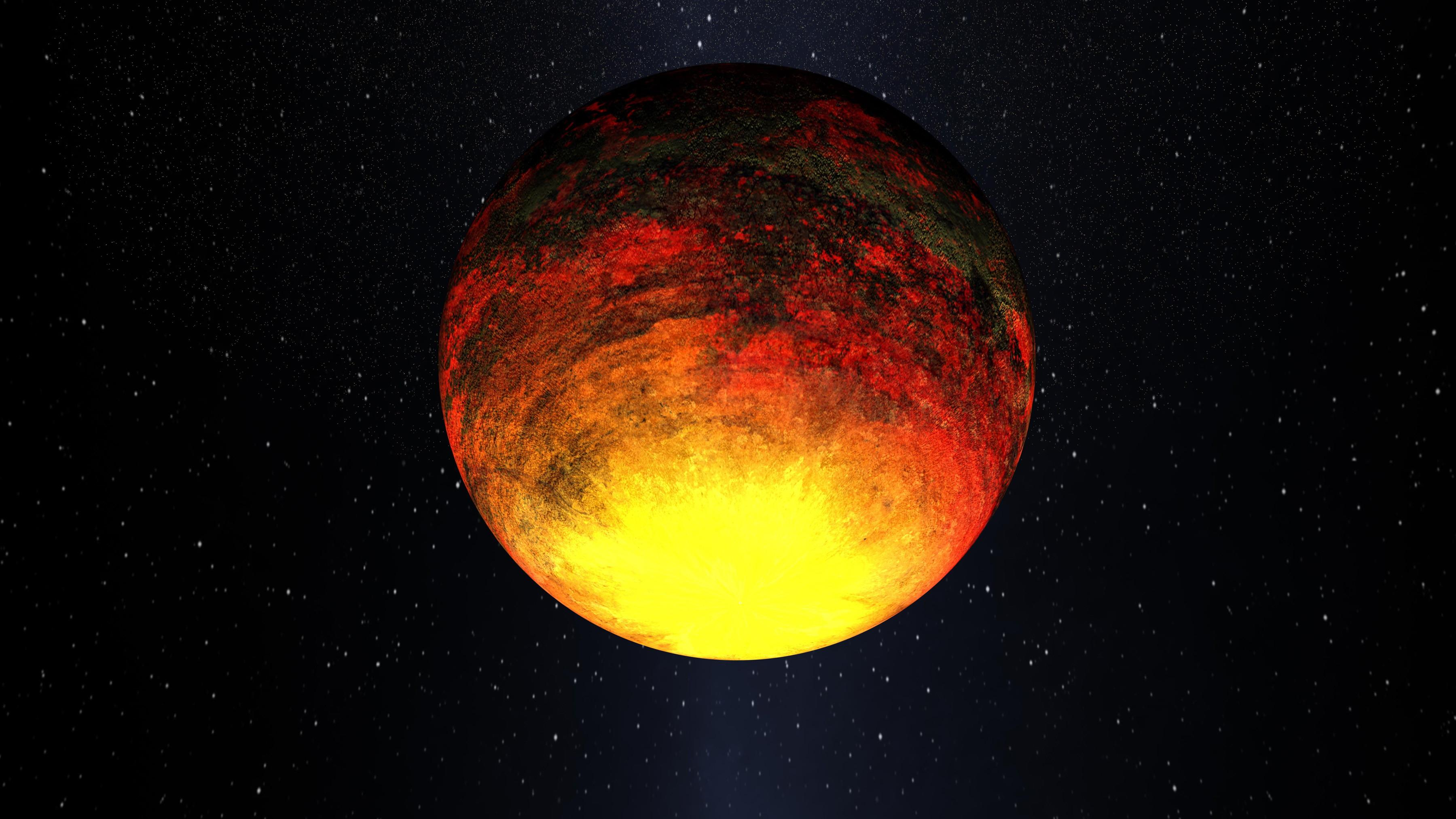
Posible aspecto de Kepler-10b.

- HD 46375 y HD 16141: Primeros exoplanetas detectados con un tamaño similar al de Saturno.[36] HD 46375 cuenta con una masa de 0.25 MJ y un semieje mayor, o separación entre el planeta y su estrella, de 0.041 au. HD 16141 tiene una masa de 0.22 MJ, un semieje mayor de 0.35 au y completa una órbita cada 75.8 días.[37] Este último pertenece a la constelación de Cetus y se encuentra a 117.1 años luz de la Tierra.[31]

- 55 Cancri d: Primer objeto exoplanetario descubierto con un semieje mayor superior a las 5 au. El exoplaneta pertenece a la constelación de Cáncer y se encuentra a 40.2 años luz. Es un objeto de masa joviana con un semieje mayor de 5.76 au, que completa su órbita en unos 5220 días.[31]

- Gliese 436 b y 55 Cancri e: Primeros exoplanetas descubiertos con un tamaño próximo al de Neptuno. Gliese 436b se encuentra a 33.3 años luz de la Tierra, en la constelación de Leo. Cuenta con una masa de 22.26 M⊕, un radio de 4.26 R⊕ y un semieje mayor de 0.03 au. Por su parte, 55 Cancri e está a 40.2 años luz, en la constelación de Cáncer. Tiene una masa de 8.32 M⊕, un radio de 1.99 R⊕ y un semieje mayor de 0.02 au. Ambos objetos fueron detectados por el método de tránsito.[31]

- Kepler-10b: Primer exoplaneta detectado y de «densidad conocida», que indica una composición rocosa como la de Venus y la Tierra.[38] El objeto se encuentra a 564.3 años luz de la Tierra, en la constelación de Draco.[31] El empleo simultáneo de los métodos de tránsito y de velocidad radial, determinó la masa del planeta en 4.6 M⊕ y su radio en 1.4 R⊕, lo que sugiere una densidad media típica de un objeto telúrico.[39] Situado a apenas 0.02 au de su estrella, completa su órbita en poco más de veinte horas, lo que provoca unas temperaturas superficiales por encima de los 1700 °C.[31] Con semejantes condiciones, es probable que esté anclado por marea a su estrella y que gran parte de su hemisferio diurno presente un gigantesco océano de magma.[40]

## Premios y reconocimientos

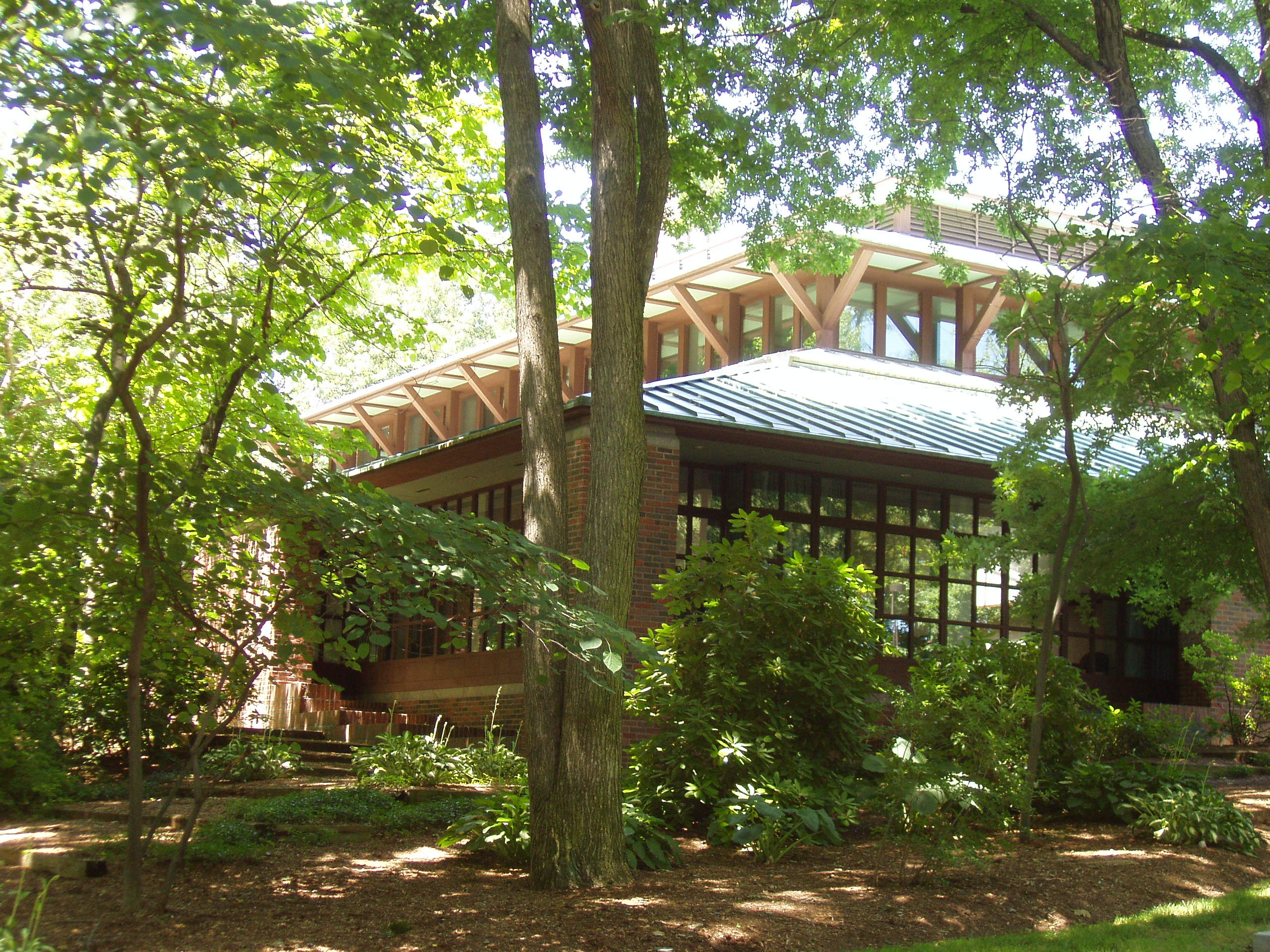
Academia Estadounidense de las Artes y las Ciencias, en Massachusetts.

Los principales logros y reconocimientos otorgados a Geoffrey W. Marcy son:
- 1996:

- Persona de la semana de la ABC News Hour.
- Elegido miembro de la Academia de Ciencias de California.
- Premio Manne Siegbahn del Comité de Física de la Academia Sueca.

- 1997:

- Alumno del año de la Universidad de California en Santa Cruz.
- Medalla de Honor en Bioastronomía durante la 51.ª reunión de la Unión Astronómica Internacional (la primera concedida).

- 1999:

- Certificado de Reconocimiento por la Fundación Planetario Extrasolar (primer certamen).
- Premio al Logro Profesional del Alumnado por la Universidad de California en Los Ángeles.

- 2000:

- Científico del Año en California.

- 2002:

- Premio Beatrice Tinsley de la American Astronomical Society.
- Elegido miembro de la Academia Nacional de Ciencias de Estados Unidos.
- Premio Carl Sagan de la Sociedad Planetaria y de la Sociedad Americana de Astronáutica.

- 2003:

- Medalla de la NASA para el Logro Científico Excepcional.
- Científico Espacial del Año por Discovery Magazine.

- 2005:

- Premio Shaw, compartido con Michel Mayor.

- 2009:

- Premio Carl Sagan por la Popularización de la Ciencia «Wonderfest».

- 2010:

- Elegido miembro de la Academia Estadounidense de las Artes y las Ciencias.

- 2013:

- Premio Cozzarelli de la Academia Nacional de Ciencias, por su trabajo «Prevalence of Earth-Size Planets Orbiting Sun-Like Stars».